# Microeciella suborbicularis
Microeciella suborbicularis är en mossdjursart som först beskrevs av Walter Douglas Hincks 1880.  Microeciella suborbicularis ingår i släktet Microeciella och familjen Oncousoeciidae. Inga underarter finns listade i Catalogue of Life.